# (37159) 2000 WX
2000 WX (asteroide 37159) é um asteroide da cintura principal. Possui uma excentricidade de 0.17930330 e uma inclinação de 1.48517º.
Este asteroide foi descoberto no dia 17 de novembro de 2000 por William Kwong Yu Yeung em Desert Beaver.